# Eleusine
Eleusine Gaertn., 1788  è un genere di piante angiosperme monocotiledoni della famiglia delle Poacee.

## Tassonomia
Il genere comprende le seguenti specie:
- Eleusine coracana (L.) Gaertn.
- Eleusine floccifolia Spreng.
- Eleusine indica (L.) Gaertn.
- Eleusine intermedia (Chiov.) S.M.Phillips
- Eleusine jaegeri Pilg.
- Eleusine kigeziensis S.M.Phillips
- Eleusine multiflora Hochst. ex A.Rich.
- Eleusine semisterilis S.M.Phillips
- Eleusine tristachya (Lam.) Lam.